# Энтеровирусный везикулярный стоматит
Энтерови́русный везикуля́рный стомати́т (синдром рука—нога—рот, англ. Hand, foot and mouth disease, HFMD)— острое инфекционное заболевание, которое вызывается РНК-содержащими вирусами семейства лат. Picornaviridae. Представляет собой один из вариантов энтеровирусной инфекции, а именно «бостонской экзантемы». Развивающийся симптомокомплекс представляет собой клиническую картину экзантемы — появления элементов сыпи на верхних и нижних конечностях и энантемы — поражения слизистой оболочки ротовой полости. Заболевание клинически проявляется умеренно выраженной лихорадкой с последующим характерным появлением плоских обесцвеченных высыпаний и неровностей, которые трансформируются в везикулы, локализующиеся на коже рук, ног, полости рта, а также иногда встречающиеся на ягодицах и гениталиях. Как правило, инфицирование происходит в жаркое время года в условиях влажного климата. Чаще всего энтеровирусным везикулярным стоматитом заражаются младенцы и дети, однако иногда заболевание встречается и среди взрослых.

## Эпидемиология
Энтеровирусным везикулярным стоматитом чаще всего заболевают дети в возрасте до 10 лет. Кроме того, отмечается тенденция возникновения сезонных вспышек на протяжении весны, лета и осени. Заболевание чаще всего вызвано вирусом Коксаки А16.

## Этиология
РНК-содержащие вирусы семейства пикорнавирусов: вирусами Коксаки А16, А5, А10, А9, В1, В3 и энтеровирусом 71. Вирусы этого семейства достаточно устойчивы во внешней среде — способны сохранять жизнеспособность в условиях комнатной температуры до 2х недель.

## Клиническая картина
Инкубационный период (временно́й промежуток между заражением и появлением первых симптомов) заболевания составляет от трёх до шести дней.
Клинические признаки и симптомы начавшегося заболевания включают лихорадку, тошноту, рвоту, ощущение усталости и чувство общего дискомфорта, потерю аппетита, а также повышенную раздражительность у детей раннего и ясельного возраста. Кроме того, развиваются типичные поражения кожи, часто проявляющиеся в виде сыпи — плоских бесцветных пятен и неровностей, которые иногда сопровождаются наличием везикулярных элементов с характерным расположением везикул на ладонях рук, подошвах ног, ягодицах, а в некоторых случаях и на губах. Элементы сыпи у детей крайне редко вызывают зуд, однако могут быть чрезвычайно зудящими у взрослых. Поражения кожи в виде болезненных язв и разнообразных волдырей, а также элементы сыпи располагающиеся вокруг носа и/или рта, как правило, имеют тенденцию к самостоятельному разрешению (бесследно рассасываются) на протяжении 7—10 дней.

## Диагностика
В большинстве случаев диагностика данного инфекционного заболевания не представляет затруднений и обычно основывается на обнаружении характерных признаков и симптомов. Если диагноз вызывает сомнения, то для его верификации берут мазок из ротовой полости или анализ кала для культивирования и типирования вируса.

## Лечение
Необходимо изолировать заболевшего ребёнка от остальных детей, поскольку он является крайне заразным для всего детского коллектива. Обычно специфического лечения не требуется: в случае выраженного болевого синдрома назначают болеутоляющие препараты, местные аппликации и полоскания. В случае обнаружения высыпаний на слизистой оболочке ротовой полости обратиться за необходимыми рекомендациями к стоматологу. Необходимо тщательное соблюдение личной гигиены: обязательное мытьё рук с мылом перед едой и после посещения туалета.
Чаще всего лечение энтеровирусного везикулярного стоматита проводят как в случае любого стоматита, рекомендуют:
- обильное питьё;
- приём обезболивающих средств;
- витаминотерапия;
- возможно применение противовирусных и антигистаминных (H1-блокаторы) препаратов.

## Прогноз
Благоприятный — после выздоровления формируется типоспецифический, стойкий (пожизненный) иммунитет. Однако заболевание может повториться, в случае инфицирования другим серотипом энтеровируса (например, повторное инфицирование вирусом Коксаки B3 после заболевания, вызванного вирусом А16).